# Antheraea montezuma
Antheraea montezuma is een vlinder uit de familie van de nachtpauwogen (Saturniidae). De wetenschappelijke naam van de soort is, als Saturnia montezuma, voor het eerst geldig gepubliceerd in 1856 door Sallé.